# Bradford
Bradford – miasto (city) w Wielkiej Brytanii, w Anglii, położone w hrabstwie ceremonialnym i metropolitalnym West Yorkshire, w dystrykcie metropolitalnym City of Bradford, około 26 km na zachód od Leeds. W 2021 roku miasto liczyło 546 976 mieszkańców.
W pobliżu funkcjonuje międzynarodowy port lotniczy Leeds/Bradford.

## Historia
W przeszłości ważny ośrodek przemysłu włókienniczego – w 1311 zarejestrowano w Bradford folusz.
W 1900 miasto stanowiło centralny ośrodek skupu wełny i tkanin w Yorkshire. Rozwój handlu zapewniał napływ zagranicznych kupców (głównie Żydów z Niemiec). Pod koniec XX wieku przemysł włókienniczy stracił na znaczeniu i nastąpił rozkwit w sektorze papierniczym (opakowania, druk) oraz usług inżynierskich.

## Zabytki i atrakcje turystyczne
Miasto leży na Europejskim Szlaku Dziedzictwa Przemysłowego. Do najważniejszych zabytków i atrakcji turystycznych w Bradford należy:
- ratusz wybudowany w stylu gotyku weneckiego[3];
- Wool Exchange wybudowany w stylu wenecko–gotyckim[3];
- katedra (Cathedral Church of St Peter), datowana na XV wiek[3];
- cmentarz (Undercliffe Cemetery), otwarty w 1854[4];
- Narodowe Muzeum Mediów (National Science and Media Museum)[4];
- Cartwright Hall Art Gallery[4];
- Impressions Gallery[4];
- St George’s Hall.

## Współpraca
Miejscowości partnerskie:
- Galway, Irlandia – 1987
- Mirpur, Pakistan – 1998
- Mönchengladbach, Niemcy – 1971
- Roubaix, Francja – 1969
- Skopje, Macedonia Północna – 1963
- Verviers, Belgia – 1970